# Gustav Hansen (billedkunstner)
|  | For andre personer med navnet Gustav Hansen, se Gustav Hansen. |
Karl Gustav Hansen, kaldet Gustav Hansen, (født 5. november 1925 i Odense, død 15. januar 2017) var en dansk maler og billedkunstner. Han var søn af Martha Augusta Andersen og smed og maskinarbejder Johannes Andreas Hansen.

## Uddannelse
Gustav Hansen indledte sin forberedelse til Kunstakademiet hos maleren Erling Frederiksen. Studerede derefter på Kunstakademiet i København 1949-56, herunder på malerskolen under Kræsten Iversen, Aksel Jørgensen og Olaf Rude og på grafisk skole under Holger J. Jensen.

## Kunstnerisk virke
Gustav Hansens foretrukne motiver var landskaber, blomster og opstillinger i en forenklet naturalistisk stil og med inspiration af impressionismens korte strøg og farvedelinger.
Landskaberne fandt Gustav Hansen på Anholt og på gentagne rejser til den græske ø Ægina.
Gustav Hansen har gentagne gange udstillet på Kunstnernes Efterårsudstilling, Charlottenborg, Corner og Den Fynske Forårsudstilling. Derudover har han deltaget i udstillinger herunder separatudstillinger i Kunsthalle Rostock, Danske Grafikere, Kunstnere for fred, Tårnby Rådhus, Sophienholm og Huset i Asnæs.
Gustav Hansen var gæst på Corner 1970 og 1971-72, hvor han blev medlem.

## Legater og udmærkelser
Gustav Hansen har modtaget en række legater m.m. Herunder Carlsons Præmie i 1966, J.R. Lund i 1970, Louis Nielsen i 1970, Aug. Schiøtt i 1971, Poul S. Christiansen i 1971, 1977, Akademiet i 1972 og Herman Madsens Mindelegat i 1985.